# Asyneuma thomsonii
Asyneuma thomsonii là loài thực vật có hoa trong họ Hoa chuông. Loài này được (C.B.Clarke) Bornm. mô tả khoa học đầu tiên năm 1921.